# KV37
A KV37, no Vale dos Reis no Egito, é um tumba escavada apenas parcialmente e que continha fragmentos de ossos que indicam que a tumba foi usada para enterro. Mas, os fragmentos estavam muito deteriorados e não se sabe nada sobre os ocupantes originais. Porém, a sua localização e o seu formato sugerem que sejam membros da nobreza. A tumba consiste de apenas uma escada descendente ligada a um corredor, por sua vez, ligado a uma câmara maior.